# Acanthothecis borealis
Acanthothecis borealis är en lavart som beskrevs av A. W. Archer & Elix. Acanthothecis borealis ingår i släktet Acanthothecis och familjen Graphidaceae.   Inga underarter finns listade i Catalogue of Life.